# Kamiň-Kašyrskyj
Kamiň-Kašyrskyj (ukrajinsky Камінь-Каширський, rusky Камень-Каширский – Kameň-Kaširskij, polsky Kamień Koszyrski) je město ve Volyňské oblasti na Ukrajině. K roku 2004 v něm žilo přes deset tisíc obyvatel.

## Poloha a doprava
Kamiň-Kašyrskyj leží na Cyru, přítoku Pripjati v povodí Dněpru. Od Lucku, správního střediska oblasti, je vzdálen přibližně 125 kilometrů severně. 
Končí zde železniční trať Kovel–Kamiň-Kašyrskyj vedoucí od jihu z Kovelu.

## Dějiny
První zmínka o obci Koširsk je z roku 1196, kdy byl volyňským knížetem Roman Haličský-Volyňský.
O roku 1341 byl Košer součástí Litevského velkoknížectví. V roce 1430 byl povýšen na město. V roce 1596 se stal na základě Lublinské unie součástí polsko-litevské unie. V roce 1628 zde byl založen dominikánský klášter.
V roce 1795 připadl Kamen Kaširskij při třetím dělení Polska do Ruska. Roku 1832 byl uzavřen klášter.
Během první světové války byla postavena železniční trať Kovel–Kamiň-Kašyrskyj a úzkorozchodná dráha do Polesí, která byla vydržela do druhé světové války.
V meziválečném období bylo město součástí druhé Polské republiky, kde patřilo do Poleského vojvodství. Na základě Ribbentropova–Molotovova paktu je na začátku druhé světové války obsadil Sovětský svaz. V rámci operace Barbarossa jej v letech 1941–1944 drželo nacistické Německo. Po konci druhé světové války připadl do Ukrajinské sovětské socialistické republiky a následně je od roku 1991 součástí samostatné Ukrajiny.